# Notiobiella mexicana
Notiobiella mexicana är en insektsart som beskrevs av Banks 1913. Notiobiella mexicana ingår i släktet Notiobiella och familjen florsländor. Inga underarter finns listade i Catalogue of Life.